# Menjagrà de Nicaragua
El menjagrà de Nicaragua (Sporophila nuttingi) és un ocell de la família dels tràupids (Thraupidae).

## Hàbitat i distribució
Habita praderies o zones males herbes i terres de conreu, localment a les terres baixes del Carib, a Nicaragua, nord i sud-est de Costa Rica i oest de Panamà.